# سيباستيان هاريس
سيباستيان هاريس (بالإنجليزية: Sebastian Harris)‏ (5 أغسطس 1987 بروتشستر في الولايات المتحدة - ) هو لاعب كرة قدم أمريكي في مركز الهجوم. لعب مع ستافورد رينجرز ونونيتون بورو ‏ وFlint City Bucks ‏ ونادي نورثامبتون تاون وDetroit City FC ‏.

## وصلات خارجية
- سيباستيان هاريس على موقع قاعدة بيانات كرة القدم.إي يو (الإنجليزية)
- سيباستيان هاريس على موقع Soccerbase.com (لاعب) (الإنجليزية)